# Atelier St. Joris
Atelier St. Joris was een Nederlands atelier in Beesel, gespecialiseerd in het maken van keramiek.

## Geschiedenis
Aan het begin van de 20e eeuw richtte Hendrik Simons een veldoven op in Beesel. In 1923 werd de hieruit voortgekomen steenfabriek Simons & Vogels overgenomen en kreeg het de naam N.V. Steenfabriek St. Joris. Rond de Tweede Wereldoorlog werd het 'steenfabriek' in de naam vervangen door 'kleiwarenfabriek'. Tegenwoordig is het bedrijf bekend onder de naam St. Joris Keramische Industrie BV.
In 1937 richtte directeur Herman Driessen het Atelier St. Joris op, als afdeling van de steenfabriek. Het atelier richtte zich op de productie van kunstvoorwerpen, uitgevoerd in gres. Het atelier maakte vooral religieus aardewerk voor kerken en huiselijk gebruik, waaronder kruisbeelden, wijwaterkruikjes en heiligenbeelden, maar ook profaan werk zoals vazen. Deze werden gemerkt met blindstempels "Beesel", "Terraco" en/of "Draak" en in de regel voorzien van de initialen van de ontwerper. Voor St. Joris werkten kunstenaars als Charles Grips, Leo Jungblut, Louis Konickx, Frans Lommen, Albert Meertens, Jules Rummens, Piet Schoenmakers, Joep Thissen Paul Vincken, en Herm Driessen.
Er werden ook grotere werken gefabriceerd, waaronder wandreliëfs en Heilig Hartbeelden. Een aantal hiervan wordt beschermd als gemeentelijk monument of rijksmonument. Het hoogtepunt van de productie lag tussen de jaren dertig en halverwege de jaren zestig. In 1994 werd het atelier opgeheven, al worden er incidenteel nog restauratiewerkzaamheden door het bedrijf uitgevoerd.
In 2006 werd de Stichting Beesels Keramisch Erfgoed opgericht, die zich inzet voor het behoud van de in Beesel vervaardigde keramische kunst.

## Werken (selectie)
- Heilig Hartbeeld (1933), Rucphen, van Leo Jungblut
- Heilig Hartbeeld (ca. 1944), Sittard, van Albert Meertens
- Patronale (1947), Onze Lieve Vrouw ten Hemelopneming in De Meern, van Leo Jungblut
- Beeld van Antonius van Padua, Groenlo, van Leo Jungblut
- Vredesmonument (ca. 1947), Stramproy, van Jules Rummens
- Beeld De Verrezen Christus (1961), Melick, van Jules Rummens
- Reliëf Steenbakker (1965), Eindhoven, van Piet Schoenmakers
- Beeldengroep voor de Heilig Hartkerk (Venlo)
- Volt Vonk (1980) voor Volt, Tilburg, van Paul Vincken

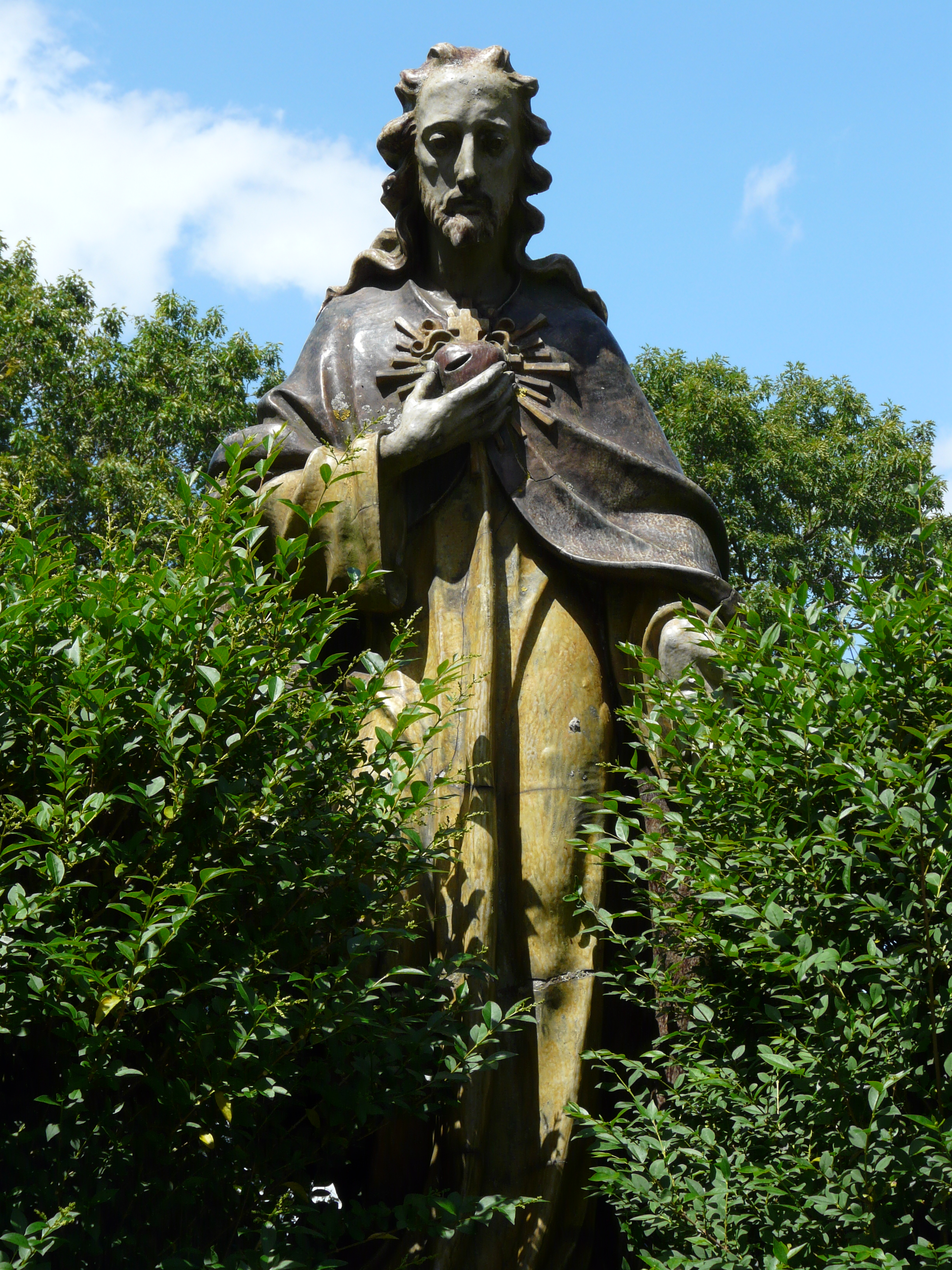
Heilig Hartbeeld (Rucphen)
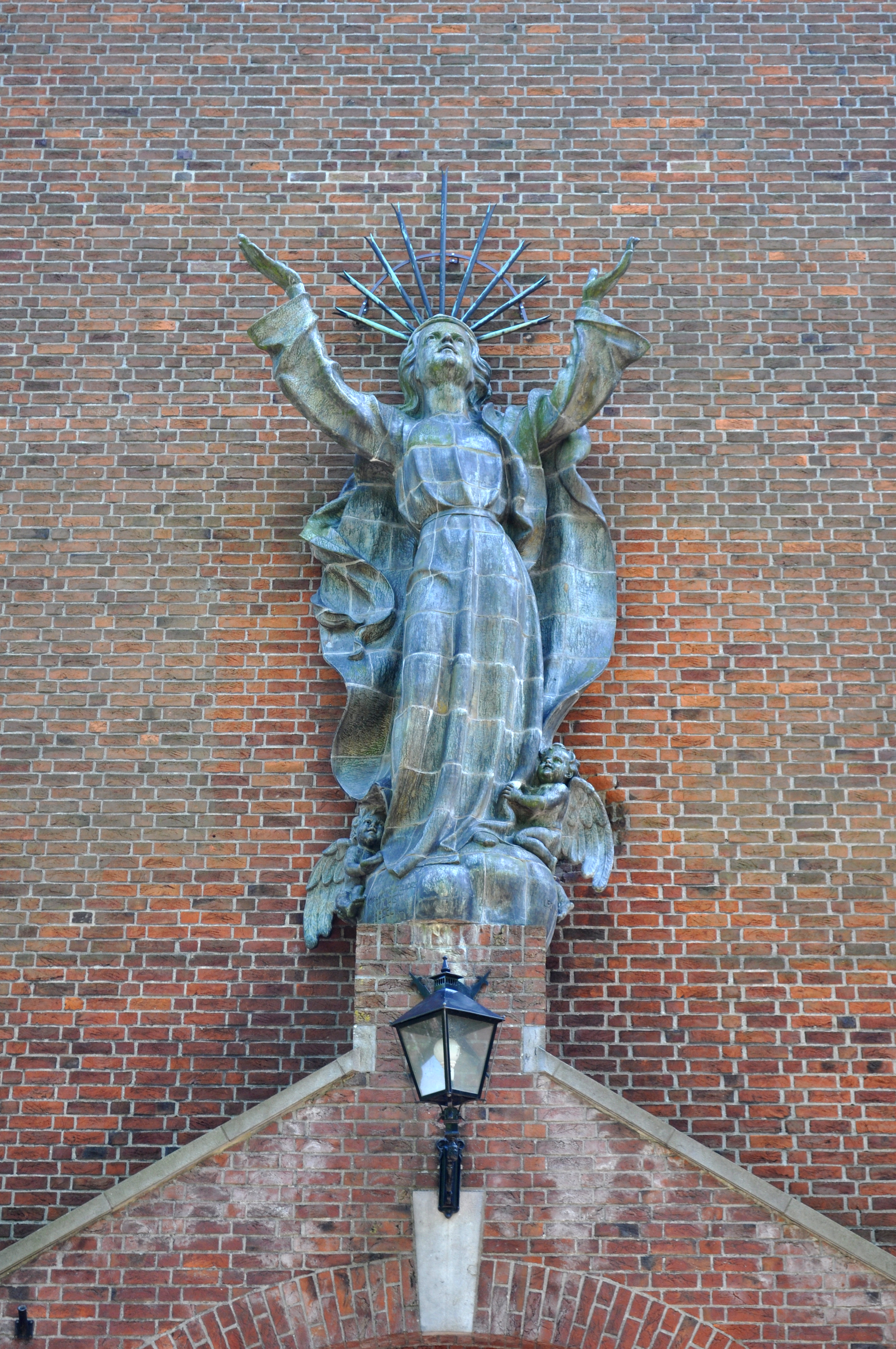
Patronale, De Meern
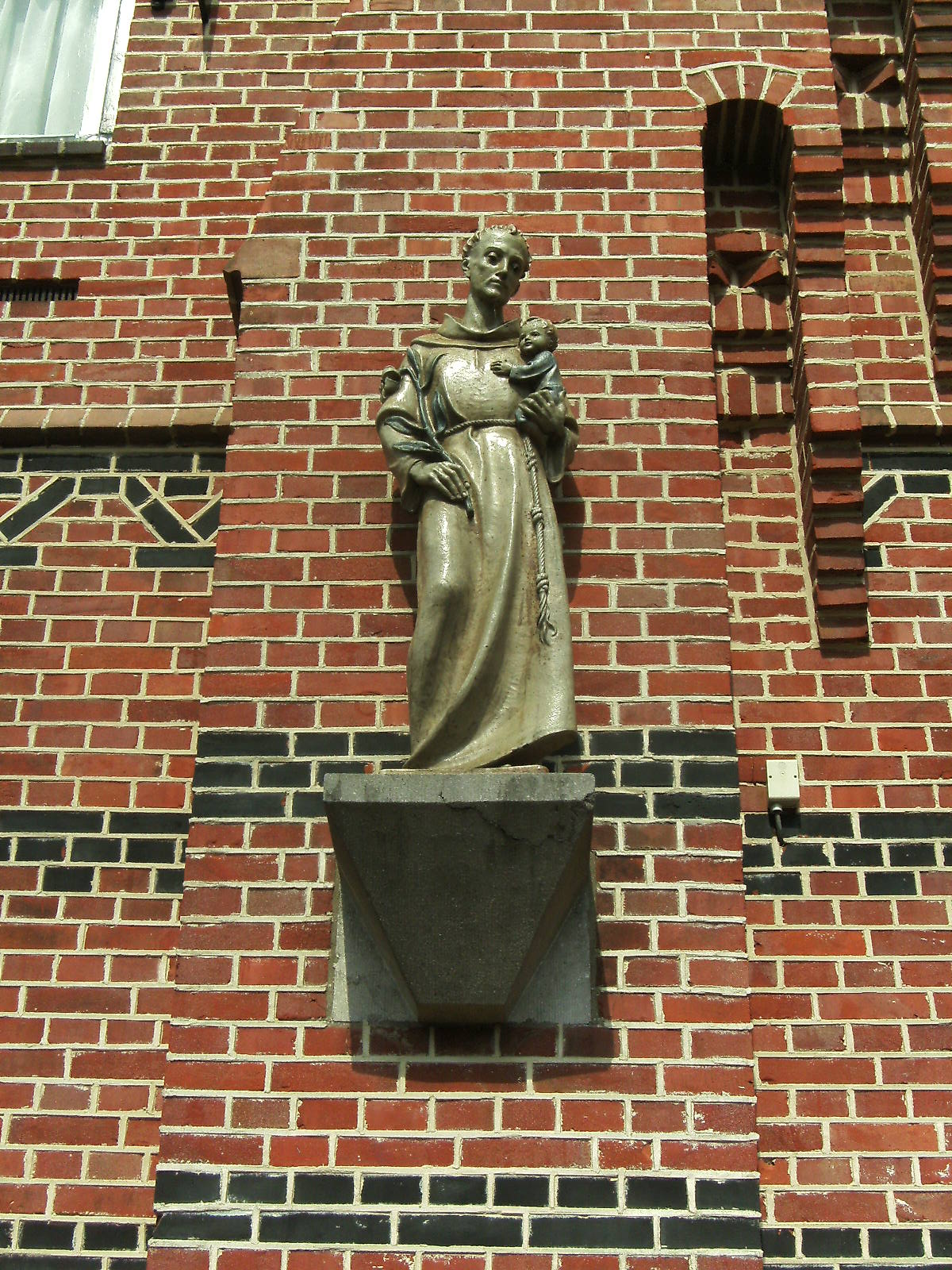
Antonius van Padua, Groenlo
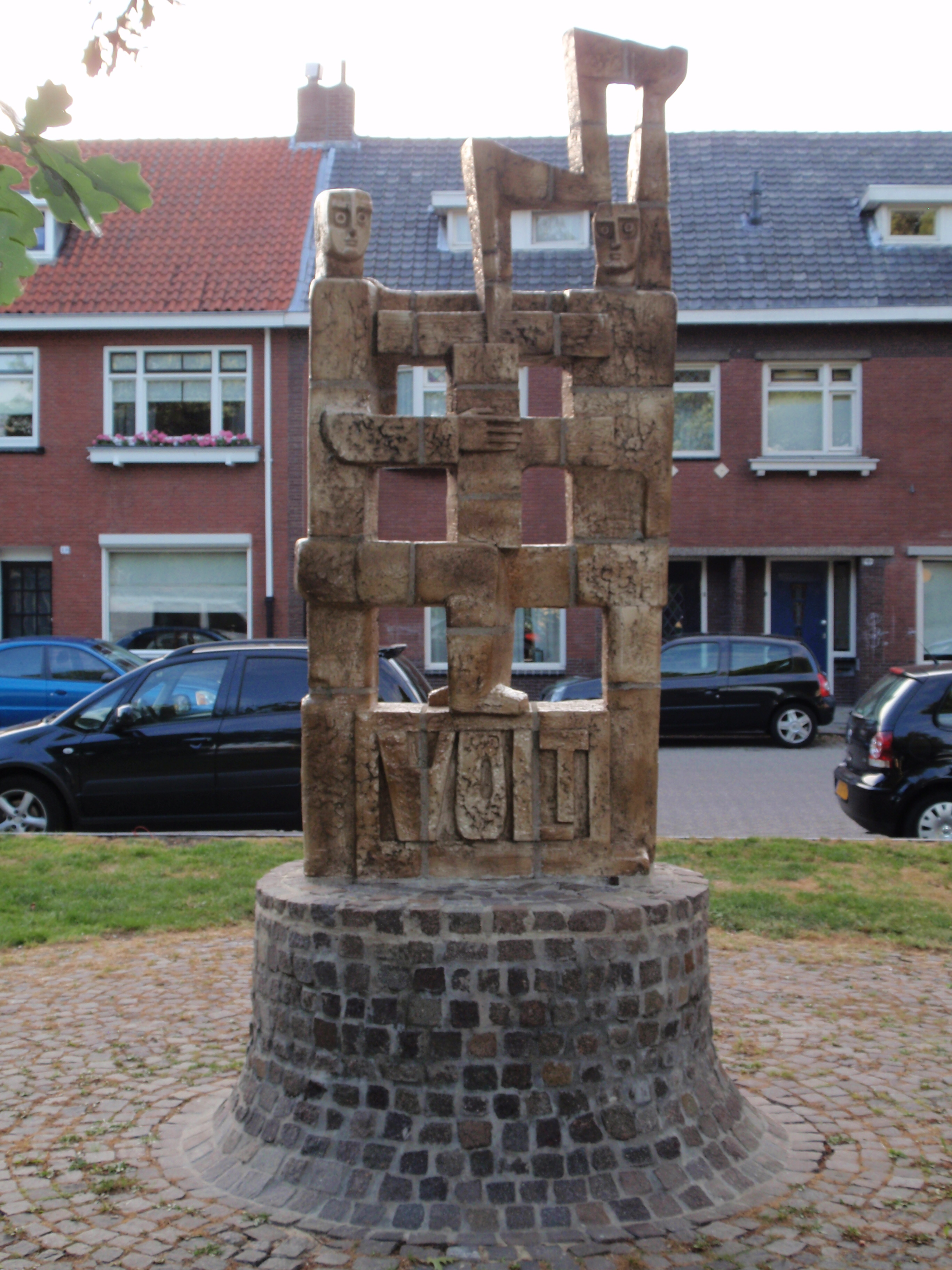
Volt Vonk, Tilburg